# Parlakhemundi
Parla Kimedi fou un important estat tributari protegit del tipus zamindari al districte de Ganjam a la presidència de Madras amb una superfície de 1.062 km² de plana i 917 km² de muntanya. La part plana tenia una població el 1871 de 240.980 habitants quasi tots hindús. La població de les muntanyes (Maliyas) era de 39.152 habitants (1881) també la majoria hindú. El peshkash o tribut era de 1873 lliures i els ingressos s'estimaven en 45.318 lliures. El 1901 la superfície apareix com a 1.590 km² i la població de 256.414 habitants.
La capital era l'actual ciutat i municipalitat de Parlakhemundi o Parla Kemudi o Parlakemudi o Parla Kimedi o Parla Khimedi (Oriya: ପାରଳାେଖମୁଂଡି), actual capital del districte de Gajapati. Segons el cens del 2001 la seva població és de 42.991 habitants. Altres ciutats eren Mukhalingam, lloc de pelegrinatge, i Patapatnam, Battih i Hiramandalam, centres de comerç.
El rages de Parla Khimedi eren descedents dels rajas Gajapati d'Orissa. Un dels fills del raja gajapati Kapilendra Dev (rei d'Orissa a la segona meitat del segle XV), de nom Kolahomee, es va establir a la zona i va fundar la família reial (vegeu Khimedi). El zamindari ocupava la part occidental del districte de Ganjam. Fins al 1607 els territoris de Parla Khimedi, Pedda Khimedi i Chinna Khimedi formaven una unitat però en aquest any el raja va cedir Peddakimedi i Chinnakimedi a un segon fill, iniciant una nissaga que al seu torn va dividir el territori en dues parts. El 1768 els britànics van entrar en contacte amb el raja Narayana Deo, al que el coronel Peach va derrotar a Jalmur i el va sotmetre. El 1799 la Companyia Britànica de les Índies Orientals va assolir el control de l'estat però fou retornat a la dinastia aviat i fou teatre de diversos conflictes. El 1816 fou assolat pels pindaris; el 1919 un comissionat especial, Thackeray, va haver de ser enviat per posar fi a un conflicte intern; el 1833 es va haver d'enviar una força manada pel general Taylor, que va poder restaurar la pau el 1835. Va seguir una temporada de pau de vint anys, però el 1856 van tornar a esclatar disturbis i fou necessari enviar altre cop tropes, encara que un nombre reduït. Entre 1830 i 1890, amb dos successius rages (el primer acusats d'incapacitat i el segon menor), el consell de corts (Court of Wards) va administrar l'estat; aquesta administració fou econòmicament beneficiosa pel zamindari. El 1890 el raja Raja Saheb Shri Padmanav Gajapathi Narayana Deo va rebre els poders i va morir el 1904. Maharaja Saheb Shri Shri Shri Krishna Chandra Gajapathi Narayana Deo tenia 12 anys i l'administració va tornar a la Court of Wards fins a la majoria.
Quan el 2 d'octubre de 1992 es va constituir un nou districte aquest va agafar el nom de Gajapati pel maharaja Sri Krishna Chandra Gajapati Narayan Dev, ex-Raja Sahib del zamindari de Paralakhemundi, que fou el primer ministre principal d'Orissa.

## Darrers rages zamindars
- Raja Saheb Shri Padmanav Gajapathi Narayana Deo 1873-1904,
- Maharaja Saheb Shri Shri Shri Krishna Chandra Gajapathi Narayana Deo (28 abril 1892-25 de maig de 1974) 1904-1953, primer ministre d'Orissa de 1937 a 1938 i de 1941 a 1944